# Наше постчеловеческое будущее
Наше постчеловеческое будущее: последствия биотехнологической революции (англ. Our Posthuman Future: Consequences of the Biotechnology Revolution) — книга, написанная Фрэнсисом Фукуямой в 2002 году. В ней он рассматривает потенциальную угрозу либеральной демократии, которая использует новые и появляющиеся биотехнологии в трансгуманистических целях. Чтобы понять всю сложность проблемы, которую несут в себе новые технологические открытия, необходимо разобрать не только в том, что написано Фукуямой, но также понимать отношения между человеком и современными технологиями (биотехнологиями), их плюсы и минусы.

## Человеческая природа
Фукуяма определяет человеческую природу как «сумму поведения и характеристик, типичных для человеческого вида, обусловленных скорее генетикой, нежели факторами окружающей среды». «Типичность» далее определена как статистический феномен для обычного распределения измеряемых параметров, описывающих человеческие характеристики, такие как нормальное распределение роста или интеллектуальный коэффициент. Автор осознает, что отделить «патологию» от «нормальности» сложно, но всё же настаивает на проведении границы между ними, так как, по мнению автора, это не только возможно, но и обычно достигается регулирующими органами посредством законодательного процесса: 

Мне часто кажется, что только люди, которые никогда не были больны, могут утверждать, что, принципиально нет никакой разницы между болезнью и здоровьем: если у вас вирус или перелом ноги, вы прекрасно знаете, что что-то не так— Фрэнсис Фукуяма

## Величие человека
Обладание моральным выбором, человеческим языком, разумом, общительностью, эмоциями, чувствительностью и сознанием составляет отличительные качества, которые отделяют людей от животных. Фукуяма называет несводимую совокупность этих качеств «Фактором Х», «сложным целым», которая составляет основу человеческого достоинства и является противоположностью «простой сумме частей». Более того, он считает, что «каждый представитель человеческого вида обладает генетическим даром, который позволяет ему или ей стать целостным человеческим существом, даром, который отличает человека по сути от других типов существ». Таким образом, он прямо указывает на источник человеческого достоинства в генетике человека, что служит для Фукуямы аргументом против нерегулируемой модификации человеческих зародышевых клеток. Фукуяма утверждает, что моральный статус человеческих эмбрионов выше, чем у человеческих клеток или человеческих тканей, потому что они обладают «потенциалом стать полноценным человеческим существом». Он заключает, что «поэтому разумно, исходя не из религиозных соображений, ставить вопрос о том, должны ли исследователи быть свободны создавать, клонировать и уничтожать человеческие эмбрионы по своему желанию».

## Человеческие права
Фрэнсис Фукуяма утверждает, что информативная дискуссия о человеческих правах требует понимания человеческих целей, которые, в свою очередь, базируются на принципах человеческой природы и достоинства. Следовательно, биотехнология, нацеленная на человеческую природу, неизбежно повлияет на дискурс в системе ценностей и политики. Он приводит несколько аргументов в защиту своей теории прав, основанной на человеческой природе:
1. Классические философские труды Сократа и Платона аргументируют существование человеческой природы. Фукуяма считает, что эти классические труды очень легко отвергаются бездумными современными комментаторами, [которые] насмехаются над «упрощенной» психологией Платона.
2. Ложность «Натуралистической ошибки». В ответ на утверждение о том, что моральные обязательства не могут быть выведены из наблюдения за миром природы («натуралистическая ошибка»), Фукуяма демонстрирует, что люди обычно используют эмоции для приоритезации ценностей. Например, страх насильственной смерти порождает основное право на жизнь, которое некоторые посчитают ценностью более важной, чем свобода вероисповедания.
3. Противоречия во взглядах либертарианских теоретиков права, Джона Ролза и Рональда Дворкин. Так, Фукуяма показывает, что Ролз в «Теории справедливости» обращается к очевидным наблюдениям человеческой природы, таким как генетически запрограммированная социальная взаимность. В то же время, Рональд Дворкин, по-видимому, делает другие предположения о человеческой природе: особого естественного человеческого потенциала, который может развиваться с течением времени, усилий, необходимых для развития этого потенциала, и желательный выбор индивида в отношении её потенциала.
4. Некоторые решения Верховного суда США «предполагают приоритеты среди широкого спектра человеческих желаний и целей». Например, Фукуяма предполагает, что решение Верховного суда США Кейси против Планируемого родительства защищает «моральную автономию как важнейшее право человека».
5. Ценности делают коллективные действия возможными. «Люди находят также большое удовлетворение в разделении ценностей и норм. Ценности солипсизма разрушают их собственную цель и приводят к крайне дисфункциональному обществу, в котором люди не могут работать вместе для достижения общих целей».
6. Политическая история показывает несостоятельность политических режимов, которые игнорировали пределы человеческой природы. Например, Фукуяма приходит к выводу, что окончательный провал коммунизма был вызван его «неспособностью уважать естественную склонность отдавать предпочтение семье и частной собственности».

## Политический контроль за биотехнологиями
Фукуяма осознает, что перевод человеческой природы в права это сложно, но возможно с помощью рационального обсуждения концов человеческой популяции. По его мнению, контроль биотехнологий — это политическая необходимость. «Страны должны регулировать развитие и использование технологий политически, создавая институты, которые будут определять различия между технологическими достижениями, которые способствуют процветанию человека, и теми, которые представляют угрозу человеческому достоинству и благополучию». Он отвергает теорию, что «теология, философия, или политика» не должны влиять на научный прогресс, потому что «наука сама по себе не может определить цели, для которых она создана». «Нацистские врачи, которые вводили жертвам концлагерей инфекционные агенты… были на самом деле законными учеными, которые собрали реальные данные, которые потенциально могут быть использованы в благих намерениях». Поэтому мораль необходима, чтобы установить цель науки и технологии, которые она производит, и вынести решение о том, хорошие это цели или плохие". Политический процесс, который мог решить о легитимности использования науки, обеспечивается демократически созданным политическим сообществом, действующим через избранных и научно информированных представителей.
Фукуяма отвергает замечание о том, что биотехнологии не поддаются контролю. Ядерное оружие, атомная энергия, баллистические ракеты, биологические и химические войны, незаконная торговля органами, нейрофармакологические препараты, генно модифицированная еда, эксперименты на людях были эффективным способом международного политического контроля. Единичные нарушения закона не могут служить оправданием для того, чтобы вообще не заниматься законодательной деятельностью. «Каждая страна объявляет убийство преступлением и налагает суровые наказания за убийство, и все же убийства, тем не менее, происходят. Тот факт, что они происходят, никогда не был причиной для отказа от закона или попыток его применения».
Автор излагает некоторые вопросы, которые необходимо решить для установления эффективного международного регулирования биотехнологий.
1. Чрезмерное регулирование может привести к неэффективности, увеличить издержки бизнеса и подавить инновации.
2. В то время как большинство нормативных инициатив начинаются внутри страны, для того чтобы быть действительно эффективным, регулирование должно быть оговорено, унифицировано и введено в действие на международном уровне.
3. Риски, выгоды и издержки применения биотехнологии должны быть четко определены
4. Различные этические взгляды на биотехнологию во всем мире.
5. Разные политические устройства во всем мире

## История публикаций
- Francis Fukuyama. Our posthuman future : consequences of the biotechnology revolution. — 1st ed. — New York: Farrar, Straus and Giroux, 2002. — 256 с. — ISBN 0374236437.
- Picador USA, 2003, paperback (ISBN 0-312-42171-0).
- Фукуяма, Фрэнсис. Наше постчеловеческое будущее: Последствия биотехнологической революции. / Перевод с английского: М. Б. Левин. — М.: Центр гуманитарных технологий, 2004.